# Капалуа (Хаваји)
Капалуа (енгл. Kapalua) насељено је место за статистичке потребе у америчкој савезној држави Хаваји. По попису становништва из 2010. у њему је живело 353 становника.

## Демографија
Према попису становништва из 2010. у граду је живело 353 становника, што је -114 (-24.4%) становника више него 2000. године.
| Група             | 2000.       | 2010.       |
| Белци             | 274 (58,7%) | 247 (70,0%) |
| Афроамериканци    | 2 (0,4%)    | 2 (0,6%)    |
| Азијати           | 53 (11,3%)  | 24 (6,8%)   |
| Хиспаноамериканци | 16 (3,4%)   | 14 (4,0%)   |
| Укупно            | 467         | 353         |